# 威尼斯的胜利
《威尼斯的胜利》（Trionfo di Venezia）是保罗·委罗内塞的一幅布面油画，高904厘米，宽580厘米，绘制于1582年，位于威尼斯总督宫大议会厅（sala del Maggior Consiglio）的天花板。
1577年12月20日，威尼斯总督宫发生了毁灭性的火灾。包括大议会大厅的天花板。1585年重建时，聘请的艺术家包括丁托列托（《天堂》）和委罗内塞。
这幅椭圆形的巨幅画作从一开始就受到了艺术学者的赞扬。画中描绘威尼斯是艺术和和平的保护者，在贵族和平民的见证下，被荣誉、和平和幸福所环绕，最外围又被武装的马匹所守护。